# 中華民國駐史瓦帝尼大使列表
本列表为中華民國驻史瓦帝尼王國历任大使名录。

## 列表

### 历任中華民國驻大使
1968年9月6日史瓦濟蘭王國独立后，同日与中华民国建交。同年10月，中华民国任命驻约翰内斯堡总领事罗明元兼任驻史瓦濟蘭大使，1970年10月改为专使。
2018年4月19日，史瓦帝尼國王恩史瓦帝三世宣布將英語國名由改為。中文譯名方面，臺灣由「史瓦濟蘭」改為「史瓦帝尼」；中國大陸則維持原名「斯威士蘭」。
| 中華民國駐史瓦濟蘭大使（1968年—2018年） |               |               |      |              |                                    |
| 罗明元                                  | 1968年10月    | 1973年1月     | 大使 | 特命全权大使 | 1970年10月前为驻约翰内斯堡总领事兼 |
| 郑健生                                  | 1973年1月     | 1973年7月     | 大使 | 特命全权大使 | 1973年7月16日因车祸身亡            |
| 翟因寿                                  | 1973年9月     | 1976年7月     | 大使 | 特命全权大使 |                                    |
| 周彤华                                  | 1976年7月     | 1985年6月     | 大使 | 特命全权大使 |                                    |
| 王飞                                    | 1985年6月     | 1987年4月     | 大使 | 特命全权大使 |                                    |
| 邱进益                                  | 1987年6月     | 1988年10月    | 大使 | 特命全权大使 |                                    |
| 章德惠                                  | 1989年2月     | 1992年3月     | 大使 | 特命全权大使 |                                    |
| 刘恩第                                  | 1992年3月     | 1999年6月8日  | 大使 | 特命全权大使 |                                    |
| 張金鈎                                  | 1999年6月10日 | 2006年4月26日 | 大使 | 特命全权大使 |                                    |
| 趙麟                                    | 2006年5月2日  | 2009年9月13日 | 大使 | 特命全权大使 |                                    |
| 蔡明耀                                  | 2009年9月15日 | 2013年9月7日  | 大使 | 特命全权大使 |                                    |
| 中華民國駐史瓦帝尼大使（2018年—）       |               |               |      |              |                                    |
| 陳經銓                                  | 2013年9月9日  | 2018年7月     | 大使 | 特命全权大使 | 任內在使館中風而返台               |
| 梁洪昇                                  | 2018年8月27日 | 現任          | 大使 | 特命全权大使 |                                    |